# Viking Air
Pour les articles homonymes, voir Viking (homonymie).
Viking Air Ltd. est un fabricant d’avions, ainsi que de pièces et de systèmes d’avions, basé à North Saanich/Sidney, en Colombie-Britannique, au Canada.
La société produit de nouvelles versions du DHC-6 Twin Otter, des versions améliorées du DHC-2 Beaver, des pièces de rechange pour les anciens appareils De Havilland Canada et des composants pour Bell Aircraft Corporation.
En 2016, elle rachetait à Bombardier les avions amphibies Canadair CL-215 et CL-415, alors qu'en 2018, ce dernier lui cédait la série Q.
La société est gérée par Longview Aviation Capital qui appartient à Sherry Brydson, petite-fille de Roy Thomson et cousine de David Thomson, la plus grande fortune familiale au Canada.

## Histoire

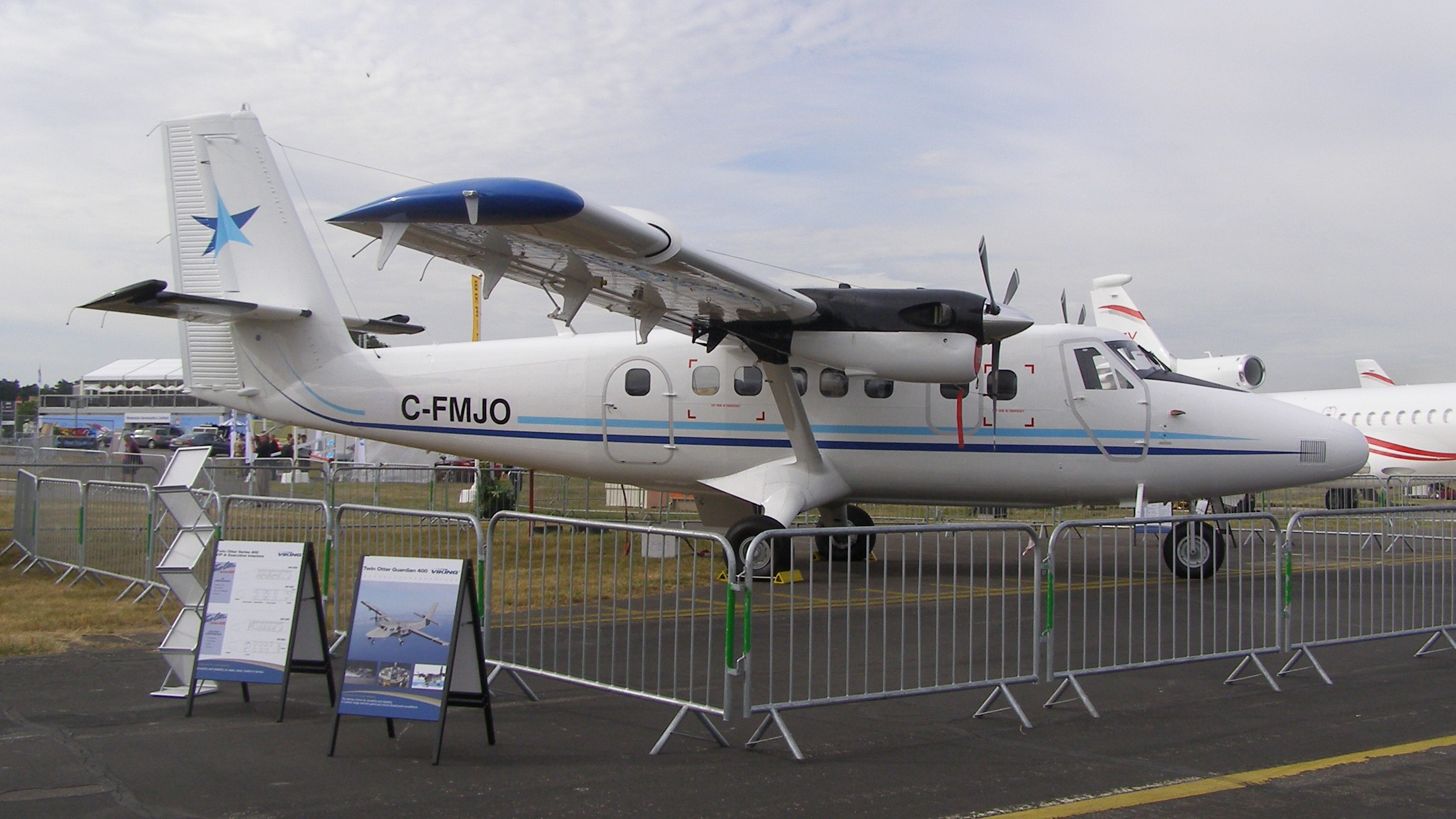
DHC-6 Series 400 au Salon aéronautique de Farnborough de 2010.

La société créée en 1970 par Nils Christensen, est spécialisée dans la révision, la maintenance et la conversion de tous types d’aéronefs, mais se spécialisant dans les avions amphibies. En 1983, Christensen a acquis les droits exclusifs de De Havilland Canada pour la fabrication de pièces de rechange et la distribution des appareils DHC-2 Beaver et DHC-3 Otter. Il a pris sa retraite en tant que président de Viking Air en 1987.
En mai 2005, la société a ensuite racheté à Bombardier Aéronautique l’activité de fabrication et de services pour tous les anciens appareils de Havilland Canada. Le 24 février 2006, Viking a racheté de Bombardier le droit de produire tous les anciens modèles de De Havilland Canada : le DHC-1 Chipmunk, le DHC-2 Beaver, le DHC-3 Otter, le DHC-4 Caribou, le DHC-5 Buffalo, le DHC-6 Twin Otter et le DHC-7. Viking Air est également titulaire du brevet de type du Trident TR-1 Trigull depuis 2006.
En détenant tous ces brevets, Viking est devenu de fait un nouvel avionneur, produit depuis 2008 sa propre version du DHC-6 Twin Otter et assure la maintenance du DHC-2 Beaver. Le 20 juin 2016, Viking a annoncé l'acquisition du programme mondial d'avions amphibies de Bombardier, y compris le brevet de type des bombardiers d'eau CL-215, CL-215T et CL-415, dont l'acquisition fut finalisée le 3 octobre
Le 8 novembre 2018, il a été annoncé que Bombardier allait vendre à Viking Air, pour 300 millions $US, son programme Q400, ainsi que ses actifs et ses droits de propriété intellectuelle pour le Dash 8, qui concernent les modèles -100, -200 et -300. L'accord comprend également les droits sur le nom et la marque de commerce de Havilland, ce qui regroupe l'ensemble de la gamme de produits de Havilland sous la même bannière, pour la première fois depuis des décennies. La transaction sera clôturée au cours du second semestre de 2019.